# 天主教卡梅塔教区
天主教卡梅塔教區（拉丁語：Dioecesis Cametanensis），是巴西一個天主教教區，位於帕拉州東部。屬貝倫總教區。
1952年11月29日設自治監督區，2013年2月6日升為教區。2012年有教友348,000人，佔總人口75.8%。有十個堂區、司鐸廿三人。現任教區主教為熱蘇斯·馬利亞·西扎烏雷·貝東塞斯。